# Remigijus Šimašius
Remigijus Šimašius   (Tauragė, 12 de gener de 1974) és un advocat i polític lituà, membre del Seimas (2012-2015), ministre de Justícia (2008-2012) i alcalde de Vílnius des de 2015.

## Biografia

### Educació
El 1997, Šimašius es va llicenciar en dret a la Facultat de Dret de la Universitat de Vílnius. El 2002 va obtenir un doctorat, després de defensar la seva tesi doctoral sobre el pluralisme legal a la Universitat de Dret de Lituània (actualment Universitat Mykolas Romeris). Del 2006 al 2008 va ser el president del Institut Lituà del Mercat Lliure. Del 9 de desembre de 2008 al 13 de desembre de 2012 va ser ministre de justícia al govern dirigit per Andrius Kubilius.

### Líder del Moviment Liberal
El maig de 2016, enmig d'un escàndol de suborn, Eligijus Masiulis va dimitir com a president del Moviment Liberal i Antanas Guoga va assumir el càrrec de president interí. Guoga immediatament va suggerir que el suborn estava molt estès dins del partit i que el partit havia de ser més transparent, donant lloc a una iniciativa per eliminar Guoga, que va dimitir dos dies després de convertir-se en president interí. El juny de 2016, Remigijus Šimašius va ser elegit president. Quan Šimašius es va fer càrrec, uns 20 membres van abandonar el partit i altres membres van trencar el moviment creant dos nous partits polítics. L'octubre de 2017, Šimašius va deixar com a president després de 16 mesos al càrrec.